# Gymnasium Zum Altenforst
Das Gymnasium zum Altenforst ist ein Gymnasium in Troisdorf.

## Geschichte
Die Schule wurde am 13. April 1961 als Städtisches mathematisch-naturwissenschaftliches Gymnasium eröffnet. Im Jahr 1966 kam ein neusprachlicher Zweig hinzu, 1968 ein Gymnasium in Aufbauform für Realschulabsolventen. Bis 1972 war das Gymnasium eine Jungenschule. Aufgrund seiner Adresse war Altenforst-Gymnasium zunächst nur eine inoffizielle Bezeichnung; der amtliche Name Städtisches Gymnasium Zum Altenforst Troisdorf – Sekundarstufe I und II – wurde 1984 angenommen.

## Schulleben
Die Jahrgänge am Gymnasium zum Altenforst sind vier- bis fünfzügig. Aktuell wird vom G8-System auf das G9-System umgestellt. Es handelt sich um eine Ganztagsschule, die Unterrichtsstunden dauern 60 Minuten.

## Gebäude
Die Schule bezog zunächst ein vorläufiges Schulgebäude an der Kirchstraße in Troisdorf. Das Schulgebäude am heutigen Standort wurde in seiner ursprünglichen Form ab 1963 nach einem Entwurf des Düsseldorfer Architekten Bruno Lambart errichtet und von Januar 1965 bis Dezember 1966 schrittweise in Nutzung genommen. Erstmals in der damaligen Bundesrepublik Deutschland wurde dabei die Fertigbauweise für einen Schulbau eingesetzt.
Der Auf- und Ausbau des Bereichs „Aufbaugymnasium“ erhöhte den Raumbedarf, so dass 1972 ein zweigeschossiger Anbau mit neun Klassenzimmern, einem Sprachlabor, neuen Fachräumen für die musischen Fächer und einem Fahrradkeller errichtet wurde sowie eine zweite Turnhalle in Betrieb genommen wurde. Angesichts steigender Schülerzahlen wurde 1981 ein zweiter, dreigeschossiger Erweiterungsbau mit Fachräumen für Mathematik und Geschichte sowie weiteren Räumen für die Schulverwaltung errichtet.
1999 wurde eine neu errichtete Leichtathletikhalle zur Nutzung übergeben. Seitdem stehen die Leichtathletikhalle Troisdorf und zwei Schulturnhallen zur Verfügung. Eine Schulturnhalle wird vom Turnverein Troisdorf genutzt.
2005 wurde die Schule für ca. 400.000 € an Baukosten um ein Selbstlernzentrum erweitert.
2009–2010 wurde die bestehende Aula nach einem Entwurf des Troisdorfer Architekturbüros Kneutgen für ca. 3.000.000 € um einen Mensabereich erweitert.

## Auszeichnungen
Das Gymnasium zum Altenforst ist eine MINT-EC-Schule (MINT-EC-Zertifikat, MINT-Fächer) und eine Gut-drauf-Schule.

## Persönlichkeiten

### Schüler
- Klaus-Werner Jablonski (* 1959), ehemaliger Bürgermeister von Troisdorf
- Claudia Wieja (* 1965), Bürgermeisterin von Lohmar
- Arnulf Quadt (* 1969), Teilchenphysiker
- Sven Lehmann (* 1979), Grünen-Politiker und MdB
- Alexander Biber (* 1984), Bürgermeister von Troisdorf
- Marylyn Addo (* 1970), Medizinerin
- Michael Wirbitzky (* 1963), Radiomoderator und Comedian

### Lehrer
- Udo Lattek (1935–2015), Fußballtrainer